# Valmorel
Koordinaten: 45° 28′ N, 6° 27′ O
Valmorel La Belle ist ein bekanntes französisches Wintersportresort im Département Savoie. Es liegt auf 1.400 m in den Savoyer Alpen am Fuß des Col de la Madeleine. Valmorel ist bekannt für seine besondere Schneesicherheit. Das Skigebiet verfügt über ungefähr 162 Pistenkilometer verteilt auf 81 Pisten mit 51 Liftanlagen. Valmorel beheimatet die einzige deutsche Skischule Frankreichs, die Schneesportschule Valmorel.